# Aeródromo de El Jocotillo
El Aeródromo de El Jocotillo (OACI: MSJC) es un aeródromo en el departamento de Sonsonate en El Salvador que sirve a varios pueblos y ciudades pequeñas del sur del departamento.
La ciudad grande más cercana es la ciudad costera de Acajutla, ubicada a 10 kilómetros al oeste del aeródromo.
El VOR-DME de Ilopango (Ident: YSV) está ubicado a 69,1 kilómetros al este del aeródromo.